# 狭苞紫菀
狭苞紫菀（学名：Aster farreri）是菊科紫菀属的植物，为中国的特有植物。分布于中国大陆的甘肃、山西、河北、四川、青海等地，生长于海拔3,200米至3,400米的地区，见于林中、灌丛中、高山草甸、山顶草甸、山坡灌丛及阳坡草地林缘，目前尚未由人工引种栽培。